# Schinkel (bedrijventerrein)
Het Bedrijventerrein Schinkel, vroeger bekend als Industriegebied Schinkel is een bedrijventerrein in Amsterdam Zuid.
Het gebied ligt tussen het water Schinkel en de ringweg A10 en wordt vernieuwd. In de door gemeente en stadsdeel gebruikte indeling is het Bedrijventerrein Schinkel het meest zuidelijke deel van de Hoofddorppleinbuurt.Het bedrijventerrein ligt bij de ringweg A10 (afrit Sloten, S107) en huisvest onder andere het Koninklijk Nederlands Lucht- en Ruimtevaartcentrum. Hoewel het gebied binnen de Ring A10 is gelegen, behoort het niet tot de eind 2008 ingevoerde milieuzone voor vrachtauto's. Per januari 2009 is er betaald parkeren ingevoerd op het Bedrijventerrein Schinkel (vergunninggebied OZ-06). Omdat het gebied slecht bereikbaar is met het openbaar vervoer reed er sinds juni 2009 een speciale buslijn, de Schinkelbus tussen het bedrijventerrein en het metrostation Henk Sneevlietweg. Deze dienst is inmiddels (medio 2010) ondanks succes (100 à 200 passagiers per dag) gestopt. Noch de gemeente Amsterdam noch de bedrijven willen de kosten delen. Er zijn diverse bedrijven en organisaties en filialen van ketens op het terrein gevestigd.